# Líder de la Oposición (Antigua y Barbuda)
El Líder de la Oposición (en inglés: Leader of the Opposition), oficialmente Líder de la Oposición de Su Majestad (en inglés: Leader of His Majesty's Opposition) es un cargo parlamentario oficial de Antigua y Barbuda. Corresponde al líder del partido o facción con más escaños en la Cámara de Representantes que no se encuentre en el gobierno durante la legislatura vigente.
Aunque el cargo está previsto constitucionalmente desde enero de 1960, con la institución de un gobierno ministerial responsable al Parlamento local, el cargo fue ocupado por primera vez en diciembre de 1968, luego de las elecciones complementarias que por primera vez dieron como resultado la presencia parlamentaria de miembros ajenos al Partido Laborista. El actual líder de la Oposición es Jamale Pringle, del Partido Progresista Unido.

## Prerrogativas
El líder de la oposición tiene las siguientes responsabilidades constitucionales:
- Aconsejar el nombramiento, por medio del Gobernador General, de cuatro miembros del Senado.
- Aconsejar conjuntamente con el primer ministro el nombramiento, por medio del Gobernador General, del presidente de la Comisión de Límites de Distritos Electorales.
- Aconsejar conjuntamente con el primer ministro el nombramiento, por medio del Gobernador General, de no más de cuatro miembros del Comité Asesor sobre la Prerrogativa de Misericordia.
- El primer ministro debe consultar al líder de la Oposición antes de dar cualquier consejo al Gobernador General sobre la Comisión de Servicio Público, la Comisión del Servicio de Policía o la Junta de Apelación del Servicio Público.

## Nombramiento
El Gobernador General, actuando en representación del monarca, debe seleccionar al líder de la Oposición, excepto cuando no haya miembros de la Cámara de Representantes que estén en contra del gobierno. Cuando surge la necesidad de un líder de la Oposición, el Gobernador General debe nombrar al miembro de la Cámara que, en su opinión, tiene más probabilidades de contar con el apoyo de la mayoría de los miembros de la Cámara que se oponen al gobierno; o, si ningún miembro de la Cámara les parece que cuenta con ese apoyo, el miembro de la Cámara que, en su opinión, tiene más probabilidades de ser apoyado por el grupo más grande de miembros de la Cámara que se oponen al gobierno. El Gobernador General siempre podrá, actuando a su discreción, nombrar líder de la Oposición a cualquiera de los dos o más miembros de la Cámara que se opongan al gobierno. Al ejercer esta discreción, el Gobernador General se guiará por la antigüedad de cada miembro basada en el número de años de servicio como miembro de la Cámara y por los votos emitidos a favor de cada uno en la elección más reciente.
Si es esencial seleccionar un líder de la Oposición entre el momento en que se disuelve el Parlamento y el día en que se eligen posteriormente los miembros de la Cámara, el nombramiento podrá realizarse como si el Parlamento nunca se hubiera disuelto. El Gobernador General debe destituir al líder de la Oposición de su cargo si parece que ya no puede reunir el apoyo del grupo más grande de miembros de la Cámara que están en contra del Gobierno o de la mayoría de los miembros de la Cámara que están en contra del Gobierno.

## Lista de líderes de la Oposición
| Nombre            | Inicio del mandato     | Final del mandato      | Partido | Notas       |
| ----------------- | ---------------------- | ---------------------- | ------- | ----------- |
| Robert Hall       | 1 de diciembre de 1968 | 1970                   | PLM     |             |
| George Walter     | 1970                   | 14 de febrero de 1971  | PLM     |             |
| Ernest Williams   | 14 de febrero de 1971  | 18 de febrero de 1976  | ALP     |             |
| George Walter     | 18 de febrero de 1976  | 21 de febrero de 1979  | PLM     | [ 5 ]       |
| Robert Hall       | 21 de febrero de 1979  | 31 de mayo de 1984     | PLM     | [ 5 ]       |
| Eric Burton       | 31 de mayo de 1984     | 20 de marzo de 1989    | BDM     | [ 5 ] [ 6 ] |
| Baldwin Spencer   | 20 de marzo de 1989    | 25 de marzo de 2004    | UPP     | [ 5 ]       |
| Robin Yearwood    | 25 de marzo de 2004    | 5 de enero de 2006     | ALP     | [ 5 ]       |
| Steadroy Benjamin | 5 de enero de 2006     | 27 de abril de 2009    | ALP     | [ 5 ]       |
| Lester Bird       | 27 de abril de 2009    | 5 de diciembre de 2012 | ALP     | [ 5 ]       |
| Gaston Browne     | 5 de diciembre de 2012 | 25 de junio de 2014    | ABLP    | [ 7 ]       |
| Baldwin Spencer   | 25 de junio de 2014    | 25 de marzo de 2018    | UPP     | [ 5 ]       |
| Jamale Pringle    | 25 de marzo de 2018    | En el cargo            | UPP     | [ 5 ] [ 9 ] |